# 런던 요금 구역

요금구역이 표시된 런던교통공사 직영 철도 노선도. 내셔널 레일이 단독으로 운영하는 역은 이 노선도에 포함되지 않았다.

런던 교통공사가 운영하는 그레이터런던과 그 주변 지역의 철도 운임은 런던 요금 구역 (London fare zones)으로 산정된다. 런던 내부의 런던 지하철, 내셔널 레일, 런던 오버그라운드, TfL 레일, 도클랜즈 경전철 역은 총 아홉 개의 요금 구역에 배치되어 있다. 1구역은 런던 중심부에 해당되며 2, 3, 4, 5, 6구역은 그 주위를 고리처럼 연속으로 둘러싸고 있다. 그레이터런던 바깥의 버킹엄셔 주, 에식스 주, 허트퍼드셔 주, 서리 주에 위치한 일부 내셔널 레일 철도역과 모든 런던 교통공사 철도역은 4, 5, 6구역 혹은 그 이상의 구역에 속해 있다.
런던 교통공사의 요금 구역은 트래블카드 존 (travelcard zones)나 간단하게 존 (zone)이라고 부르기도 하며, 트래블카드 존이라는 이름은 런던 트래블카드 가격 책정에 사용되는 요금 구역을 가리킨다. 2004년 고정요금이 적용되기 전까지 요금 구역은 런던 버스에 한하여 적용되었다. 런던 요금 구역은 종이 승차권 금액 산정에도 사용되며, 오이스터 카드의 선불 요금과 시즌제 승차권에도 적용된다.

## 역사
요금 구역 도입 이전에는 그레이터런던의 철도 승차권 요금의 기준을 '역과 역'으로 삼고, 이동 거리에 따라 가격이 매겨졌다. 이를 1회권과 왕복권, 시즌 승차권에 적용하였다. 1980년대 초에는 그레이터런던 의회의 런던 교통부가 수차례에 걸쳐 요금을 수정하는 과정에서 요금 구역을 도입하게 되었다. 구역을 신설한 이유는 요금을 단순화하고 승차권 구매 과정을 간편하게 하기 위해서였다. 버스 운행에서 이 요금 구역 체계는 필수로 등극했는데, 기사를 대신해 승차권을 판매해주는 차장을 둘 필요가 없어졌기 때문이었다. 이는 승객이 차량에 탑승하는 데 걸리는 시간, 나아가 운행 시간에 영향을 끼치고 있었다는 점도 큰 해결거리였다.
요금 구역은 1981년 10월 4일에 처음 도입되었다. 그레이터런던 전역을 동일 요금이 적용되는 버스 구역으로 나눈 것이었다. 지금의 1구역에 해당하는 런던 지하철 구간은 '시티'와 '웨스트엔드'의 중복 구역으로 나뉘었다. 1982년 3월 21일에는 나머지 런던 지하철 구간에도 요금 구역이 3마일 간격으로 설치 적용되었다. 다만 별다른 명칭은 붙여지지 않다가 1983년 트래블카드가 다섯 순번으로 매긴 요금구역을 도입하고 나서야 '트래블카드 존'이라는 이름이 생기게 되었다. 당시 트래블카드의 구역 기준에서 시티와 웨스트엔드는 1구역이 되었으며 나머지 그레이트런던 지역들은 2, 3, 4, 5구역에 속하게 되었고, 이후에 나온 승차권 제품들, 원 데이 트래블카드 (1984년), 캐피탈카드 (1985년), 원 데이 캐피탈카드 (1986년)도 이 요금 구역을 표준으로 삼게 되었다. 1991년 1월에는 5구역에서 6구역이 분리 신설되었다.

## 런던 시내 요금 구역
그레이터런던 전역은 1구역에서 6구역까지 여섯 개의 시내 요금 구역으로 나뉜다. 1구역은 찌그러진 원 모양으로 센트럴런던에 해당한다. 그 외부를 이루는 구역 다섯 개는 각각 고리 모양으로 연속해서 둘러싸고 있다. 4구역, 5구역, 6구역은 에식스 주, 허트퍼드셔 주, 서리 주 일부 지역까지 추가로 포함한다. 각각의 구역에 해당되는 런던 구는 다음과 같다.
| 구역 | 이너런던 | 아우터런던 | 런던 외곽 |
| ---- | --- | --- | --- |
| 1    | 센트럴런던: 시티오브런던, 캠든, 해크니, 이즐링턴, 켄징턴 첼시, 램버스, 서더크, 타워햄리츠                          | | |
| 2    | 캠든, 그리니치, 해크니, 해머스미스 풀럼, 이즐링턴, 켄징턴 첼시, 램버스, 서더크, 타워햄리츠, 원즈워스, 웨스트민스터 | 브렌트, 얼링, 하운즐로, 뉴햄 | |
| 3    | 캠든, 그리니치, 해크니, 이즐링턴, 램버스, 서더크, 원즈워스                                                         | 바닛, 브렌트, 크로이든, 얼링, 해링게이, 하운즐로, 머튼, 뉴햄, 리치먼드어폰템스, 월섬포리스트                                                                        | |
| 4    | 그리니치, 루이셤                                                                                                   | 바킹 대거넘, 바닛, 벡슬리, 브렌트, 브롬리, 크로이든, 얼링, 엔필드, 해링게이, 하운즐로, 머튼, 뉴햄, 레드브리지, 리치먼드어폰템스, 서튼, 월섬포리스트, 킹스턴어폰템스 | 에핑포리스트 (에식스 주) |
| 5    | | 바킹 대거넘, 바닛, 벡슬리, 브롬리, 크로이든, 얼링, 엔필드, 해로, 힐링던, 킹스턴어폰템스, 리치먼드어폰템스, 서튼, 월섬포리스트                                       | 에핑포리스트 (에식스 주), 엡솜 유얼 (서리 주) |
| 6    | | 벡슬리, 브롬리, 크로이든, 엔필드, 해로, 헤이버링, 힐링던, 하운즐로, 킹스턴어폰템스, 리치먼드어폰템스                                                                | 엠브리지 (서리 주), 에핑포리스트 (에식스 주), 엡솜 유얼 (서리 주), 허츠미어 (허트퍼드셔 주), 레이게이트 밴스테드 (서리 주), 탠드리지 (서리 주), 스리리버스 (허트퍼드셔 주) |

## 시외 구역
그레이터런던 시외에서 운행되는 런던교통공사 소속의 교통수단 중 일부를 대상으로 추가 요금 구역인 7, 8, 9구역을 설치 적용한 것이 있다. 이들 구역은 버킹엄셔와 허트퍼드셔까지 뻗어 있으며 그레이트런던 바깥에 위치한 TfL 노선의 모든 역 (셰필드 역과 와트퍼드 정션 역 제외)을 포함한다. 2~6구역의 모양과는 달리 런던 주변을 완전한 띠로 두르고 있지는 않다.
2013년 1월 기준으로 오이스터카드 선불권이 적용되고 철도 기업이 요금을 설정하는 내셔널 레일 소속 철도역이 그레이터런던 시외에 총 여덟 곳이 있다. 이들 역은 에식스 주와 허트퍼드셔 주에 위치해 있으며 이들에 대해서는 B구역, C구역, G구역, W구역을 추가로 신설해 적용하고 있다. 노선도상에서는 1-9구역과는 별도의 요금 구역으로 표시되어 있으나 오이스터 선불카드의 '특별운임' 구간에는 포함되어 있다.
2016년 1월, 오이스터 카드와 비접촉 카드 시스템이 웨스트서섹스 크롤리의 개트윅 공항까지 확장되어, 해당 노선의 그전 역들 (홀리, 솔퍼즈, 얼스우드, 레드힐, 머스덤)에 적용되기 시작했다.